# Независимые (Лихтенштейн)
Независимые (Лихтенштейн) (нем. Die Unabhängigen, DU) — правоцентристская христианско-демократическая политическая партия Лихтенштейна.

## История партии
В начале второго десятилетия XXI века группа депутатов из Патриотического союзa во главе с Харри Квадерером (Harry Quaderer) образовали альяс «Независимые за Лихтенштейн». К 2013 году они переросли в партию. Так появилась самая молодая партия в этом маленьком государстве.

## Современное положение
В 2013 году произошёл дебют этой организации в политической жизни страны. Дебют оказался удачным, партия получила почти 30 000 голосов, что более 15%. На финише дебютанты оказались не последними среди четырёх партий, принявших участие в выборах.
По итогам парламентских выборов 2013 года партия имеет 4 из 25 представителей в парламенте Лихтенштейна.
На следующих выборах партия увеличила своё представительство в национальном парламенте до пяти депутатов.
В августе 2018 произошел раскол этой партии.
По итогам парламентских выборов 2021 года, партия не получила ни одного места.